# Ecuadoraans voetbalelftal in 2014
Het Ecuadoraans voetbalelftal speelde in totaal elf officiële interlands in het jaar 2014, waaronder drie duels tijdens het WK voetbal 2014 in Brazilië. Onder leiding van de Colombiaanse bondscoach Reinaldo Rueda had de ploeg zich weten te plaatsen voor de eindronde. Na de voortijdige uitschakeling werd Rueda ontslagen door de Ecuadoraanse voetbalbond. Hij werd opgevolgd door Sixto Vizuete. Op de in 1993 geïntroduceerde FIFA-wereldranglijst zakte Ecuador in 2014 van de 23ste (januari 2014) naar de 26ste plaats (december 2014).

## Balans
| Wedstrijden | Wedstrijden | Wedstrijden | Wedstrijden | Doelpunten | Doelpunten | Doelpunten | Punten |
| Gespeeld    | Winst       | Gelijk      | Verlies     | Voor       | Tegen      | Saldo      | Punten |
| ----------- | ----------- | ----------- | ----------- | ---------- | ---------- | ---------- | ------ |
| 11          | 4           | 4           | 3           | 20         | 16         | +4         | 1.090  |

## Interlands
|                                                    |                                                      |       |                                                                                       |                                                                       |
| 5 maart Vriendschappelijk № 465 «onderlinge duels» | Australië                                            | 3 – 4 | Ecuador                                                                               | The Den, Londen Toeschouwers: 2.200 Scheidsrechter: Lee Probert (ENG) |
| 5 maart Vriendschappelijk № 465 «onderlinge duels» | Tim Cahill 9' Mile Jedinak 16' (pen.) Tim Cahill 32' |       | 57' Fidel Martínez 61' (pen.) Segundo Castillo 77' Enner Valencia 90+2' Edison Méndez | The Den, Londen Toeschouwers: 2.200 Scheidsrechter: Lee Probert (ENG) |

|                                                             |                      |       |                      |                                                                                      |
| 17 mei Vriendschappelijk № 466 «onderlinge duels» 20:30 uur | Nederland            | 1 – 1 | Ecuador              | Amsterdam ArenA, Amsterdam Toeschouwers: 50.000 Scheidsrechter: Pavel Královec (CZE) |
| 17 mei Vriendschappelijk № 466 «onderlinge duels» 20:30 uur | Robin van Persie 37' |       | 9' Jefferson Montero | Amsterdam ArenA, Amsterdam Toeschouwers: 50.000 Scheidsrechter: Pavel Královec (CZE) |

|                                                             |                                                         |       |                    |                                                                            |
| 31 mei Vriendschappelijk № 466 «onderlinge duels» 20:00 uur | Mexico                                                  | 3 – 1 | Ecuador            | AT&T Stadium, Dallas Toeschouwers: 86.476 Scheidsrechter: John Pittí (PAN) |
| 31 mei Vriendschappelijk № 466 «onderlinge duels» 20:00 uur | Luis Montes 33' Marco Fabián 69' Giovani Dos Santos 76' |       | 80' Enner Valencia | AT&T Stadium, Dallas Toeschouwers: 86.476 Scheidsrechter: John Pittí (PAN) |

|                                                             |                                      |       |                                     |                                                                                         |
| 4 juni Vriendschappelijk № 467 «onderlinge duels» 20:00 uur | Ecuador                              | 2 – 2 | Engeland                            | Sun Life Stadium, Miami Gardens Toeschouwers: 21.534 Scheidsrechter: Jair Marrufo (USA) |
| 4 juni Vriendschappelijk № 467 «onderlinge duels» 20:00 uur | Enner Valencia 8' Michael Arroyo 70' |       | 29' Wayne Rooney 51' Rickie Lambert | Sun Life Stadium, Miami Gardens Toeschouwers: 21.534 Scheidsrechter: Jair Marrufo (USA) |

| WK voetbal 2014 |
| --------------- |

|                                                                         |                                         |       |                    |                                                                                       |
| 16 juni WK-eindronde Groep E № 468 «onderlinge duels» 14:00 uur (UTC−3) | Zwitserland                             | 2 – 1 | Ecuador            | Estádio Nacional, Brasilia Toeschouwers: 68.351 Scheidsrechter: Ravshan Irmatov (UZB) |
| 16 juni WK-eindronde Groep E № 468 «onderlinge duels» 14:00 uur (UTC−3) | Admir Mehmedi 48' Haris Seferović 90+3' |       | 22' Enner Valencia | Estádio Nacional, Brasilia Toeschouwers: 68.351 Scheidsrechter: Ravshan Irmatov (UZB) |

|                                                                         |                  |       |                                       |                                                                                    |
| 20 juni WK-eindronde Groep E № 469 «onderlinge duels» 19:00 uur (UTC−3) | Honduras         | 1 – 2 | Ecuador                               | Arena da Baixada, Curitiba Toeschouwers: 39.224 Scheidsrechter: Ben Williams (AUS) |
| 20 juni WK-eindronde Groep E № 469 «onderlinge duels» 19:00 uur (UTC−3) | Carlo Costly 31' |       | 34' Enner Valencia 65' Enner Valencia | Arena da Baixada, Curitiba Toeschouwers: 39.224 Scheidsrechter: Ben Williams (AUS) |

|                                                                         |         |       |           |                                                                                  |
| 25 juni WK-eindronde Groep E № 470 «onderlinge duels» 17:00 uur (UTC−3) | Ecuador | 0 – 0 | Frankrijk | Maracanã, Rio de Janeiro Toeschouwers: 73.749 Scheidsrechter: Ben Williams (AUS) |
| 25 juni WK-eindronde Groep E № 470 «onderlinge duels» 17:00 uur (UTC−3) |         |       |           | Maracanã, Rio de Janeiro Toeschouwers: 73.749 Scheidsrechter: Ben Williams (AUS) |

|  |  |  |  |  |  |  |  |  |

|                                                        |         |                                                                           |         |                                                                         |
| 6 september Vriendschappelijk № 471 «onderlinge duels» | Bolivia | 0 – 4                                                                     | Ecuador | Lockhart Stadium, Fort Lauderdale Scheidsrechter: Valdin Legister (JAM) |
| 6 september Vriendschappelijk № 471 «onderlinge duels» |         | 9' Christian Noboa 34' Juan Cazares 67' Enner Valencia 83' Junior Sornoza |         | Lockhart Stadium, Fort Lauderdale Scheidsrechter: Valdin Legister (JAM) |

|                                                        |             |       |         |                                                                        |
| 9 september Vriendschappelijk № 472 «onderlinge duels» | Brazilië    | 1 – 0 | Ecuador | MetLife Stadium, East Rutherford Scheidsrechter: Edvin Jurisevic (USA) |
| 9 september Vriendschappelijk № 472 «onderlinge duels» | Willian 31' |       |         | MetLife Stadium, East Rutherford Scheidsrechter: Edvin Jurisevic (USA) |

|                                                       |                  |       |                    |                                                                                      |
| 10 oktober Vriendschappelijk № 473 «onderlinge duels» | Verenigde Staten | 1 – 1 | Ecuador            | Rentschler Field, Hartford Toeschouwers: 36.265 Scheidsrechter: Roberto Moreno (PAN) |
| 10 oktober Vriendschappelijk № 473 «onderlinge duels» | Mix Diskerud 5'  |       | 88' Enner Valencia | Rentschler Field, Hartford Toeschouwers: 36.265 Scheidsrechter: Roberto Moreno (PAN) |

|                                                       |                          |       |                                                                                          |                                                                                 |
| 14 oktober Vriendschappelijk № 474 «onderlinge duels» | El Salvador              | 1 – 5 | Ecuador                                                                                  | Red Bull Arena, Harrison Toeschouwers: ?? Scheidsrechter: Edvin Jurisevic (USA) |
| 14 oktober Vriendschappelijk № 474 «onderlinge duels» | Rafael Burgos 45' (pen.) |       | 16' João Plata 18' Enner Valencia 25' João Plata 73' Enner Valencia 83' Cristian Penilla | Red Bull Arena, Harrison Toeschouwers: ?? Scheidsrechter: Edvin Jurisevic (USA) |

## FIFA-wereldranglijst
| JAN | FEB | MAR | APR | MEI | JUN | JUL | AUG | SEP | OKT | NOV | DEC |
| --- | --- | --- | --- | --- | --- | --- | --- | --- | --- | --- | --- |
| 23  | 24  | 23  | 28  | 28  | 26  | 21  | 21  | 21  | 27  | 27  | 25  |

## Statistieken
| Alexander Domínguez   | 1987-06-05 | LDU Quito               | 5  | 1 | 0  | 23 | 0 |
| Máximo Banguera       | 1985-12-16 | Barcelona SC            | 5  | 0 | 0  | 27 | 0 |
| Adrián Bone           | 1988-09-08 | CD El Nacional          | 1  | 0 | 0  | 3  | 0 |
| Verdediging           |            |                         |    |   |    |    |   |
| Frickson Erazo        | 1988-05-05 | CR Flamengo             | 10 | 1 | 0  | 44 | 1 |
| Juan Carlos Paredes   | 1987-07-08 | Watford                 | 10 | 1 | 0  | 45 | 0 |
| Jorge Guagua          | 1981-09-28 | Club Sport Emelec       | 7  | 0 | 0  | 61 | 2 |
| Luis Cangá            | 1995-06-18 | LDU Quito               | 3  | 0 | 0  |    |   |
| Óscar Bagüí           | 1982-12-10 | Club Sport Emelec       | 2  | 0 | 0  |    |   |
| Gabriel Achilier      | 1985-03-24 | Club Sport Emelec       | 1  | 5 | 0  | 26 | 0 |
| Cristian Ramírez      | 1994-08-12 | Ferencvárosi TC         | 1  | 2 | 0  |    |   |
| Iván Hurtado          | 1974-08-16 | —                       | 1  | 0 | 0  |    |   |
| Mario Pineida         | 1992-07-06 | Independiente del Valle | 0  | 2 | 0  |    |   |
| Luis Fernando León    | 1993-04-11 | Independiente del Valle | 0  | 1 | 0  |    |   |
| Arturo Mina           | 1990-10-08 | Independiente del Valle | 0  | 1 | 0  |    |   |
| Middenveld            |            |                         |    |   |    |    |   |
| Christian Noboa       | 1985-04-09 | PAOK Thessaloniki       | 10 | 0 | 1  | 49 | 3 |
| Walter Ayoví          | 1979-08-11 | Pachuca CF              | 10 | 0 | 0  | 97 | 8 |
| Segundo Castillo      | 1982-05-15 | Dorados de Sinaloa      | 7  | 0 | 1  |    |   |
| Luis Antonio Valencia | 1985-08-04 | Manchester United       | 6  | 1 | 0  | 74 | 8 |
| Renato Ibarra         | 1991-01-20 | Vitesse                 | 3  | 2 | 0  | 22 | 0 |
| Juan Cazares          | 1992-04-03 | CA Banfield             | 3  | 0 | 1  |    |   |
| Carlos Gruezo         | 1995-04-19 | VfB Stuttgart           | 2  | 6 | 0  | 8  | 0 |
| Fidel Martínez        | 1990-02-15 | Club Universidad        | 2  | 3 | 1  |    |   |
| Junior Sornoza        | 1994-01-28 | Pachuca CF              | 2  | 2 | 1  | 5  | 0 |
| Oswaldo Minda         | 1983-07-26 | CD Chivas USA           | 2  | 0 | 0  |    |   |
| Edison Méndez         | 1979-03-16 | Independiente Santa Fe  | 1  | 3 | 1  |    |   |
| Cristian Penilla      | 1991-05-02 | Pachuca CF              | 1  | 1 | 1  |    |   |
| Luis Saritama         | 1983-10-20 | Barcelona SC            | 0  | 1 | 0  | 50 | 0 |
| Pedro Quiñónez        | 1986-03-04 | Club Sport Emelec       | 0  | 1 | 0  |    |   |
| Aanval                |            |                         |    |   |    |    |   |
| Enner Valencia        | 1989-11-04 | West Ham United         | 9  | 1 | 10 |    |   |
| Jefferson Montero     | 1989-09-01 | Swansea City            | 6  | 1 | 1  |    |   |
| Felipe Caicedo        | 1988-09-05 | RCD Espanyol            | 5  | 2 | 0  |    |   |
| Joao Rojas            | 1989-06-14 | Cruz Azul               | 2  | 4 | 0  | 33 | 2 |
| João Plata            | 1992-03-01 | Real Salt Lake          | 1  | 2 | 2  |    |   |
| Michael Arroyo        | 1987-04-23 | Club América            | 1  | 2 | 1  | 22 | 3 |
| Jaime Ayoví           | 1988-02-21 | CD Godoy Cruz           | 1  | 1 | 0  |    |   |
| Jonathan González     | 1995-07-03 | Club Universidad        | 1  | 1 | 0  | 2  | 0 |
| Daniel Angulo         | 1986-11-16 | Independiente del Valle | 0  | 2 | 0  | 2  | 0 |
| Jonny Uchuari         | 1994-01-19 | LDU Loja                | 0  | 1 | 0  | 1  | 0 |
| Armando Wila          | 1985-05-12 | Al-Nassr                | 0  | 1 | 0  | 1  | 0 |